# Estatuto da Cidade

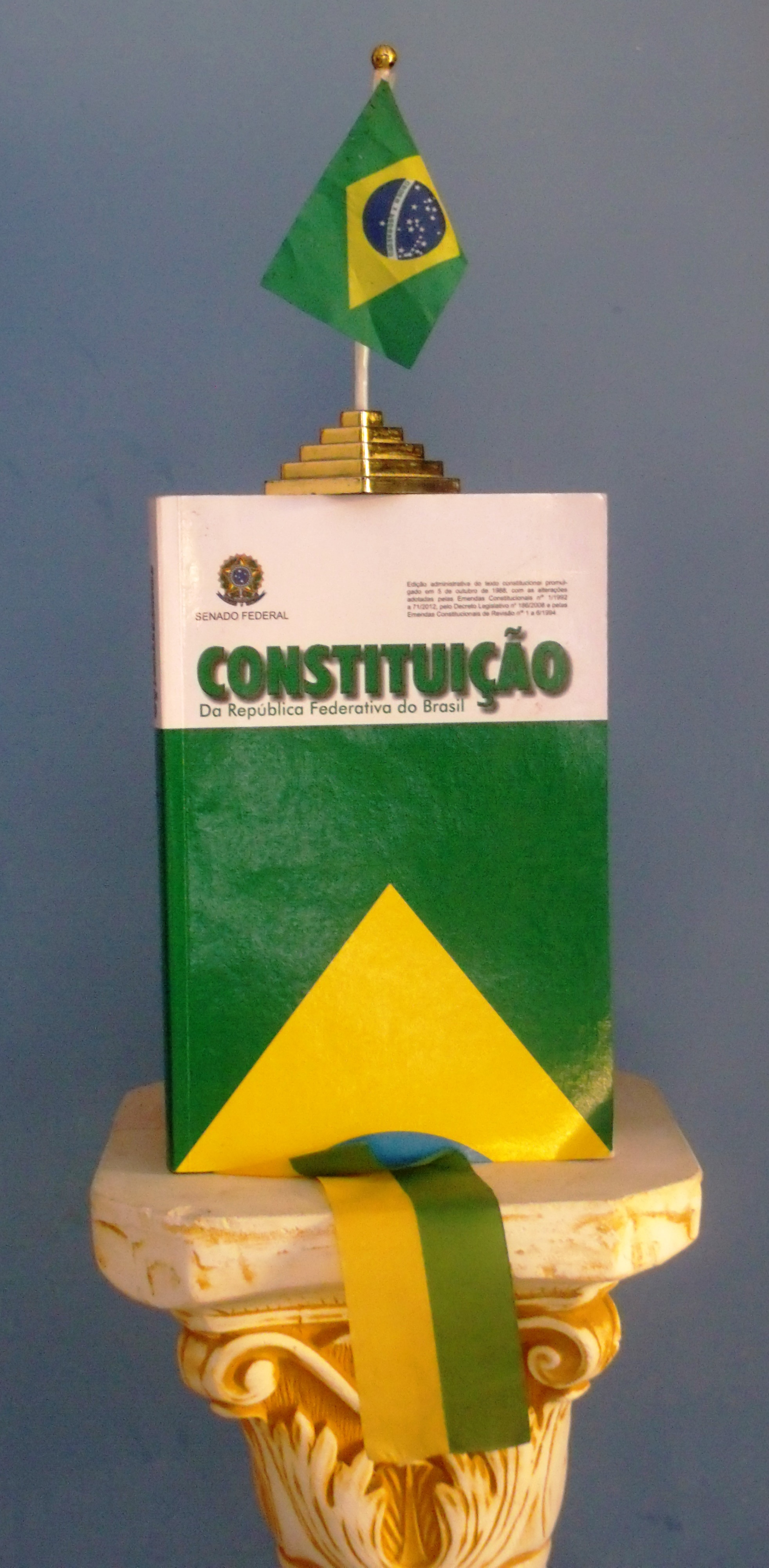
Constituição do Brasil de 1988 que tem um capítulo sobre os direitos e deveres da política urbana.

O Estatuto da Cidade é a denominação oficial da lei 10.257 de 10 de julho de 2001, que regulamenta o capítulo "Política urbana" da atual Constituição brasileira. Seus princípios básicos são o planejamento participativo e a função social da propriedade.
A União regulamentou as disposições constitucionais acerca de desenvolvimento urbano com base em competência prevista na própria constituição.

## Histórico
O Estatuto da Cidade tem origem no Projeto de Lei nº 2.191/89, do Deputado Raul Ferraz sendo este o primeiro projeto de lei sobre a matéria, apresentado sob a égide da Constituição Federal de 1988 e que teve por objetivo a regulamentação dos artigos 182 e 183 da Constituição Federal. Posteriormente, foi apresentado, no Senado, o Projeto de Lei nº 181/89 (que na Câmara dos Deputados recebeu o nº 5.788) de autoria do senador Pompeu de Sousa (1914-1991). Apresentado no plenário do Senado em junho de 1989, o Estatuto foi aprovado e remetido à Câmara Federal no ano seguinte. Só saiu da gaveta quando o então deputado e ex-senador Inácio Arruda assumiu a presidência da Comissão de Desenvolvimento Urbano, em 1999, só tendo sido aprovado em 2001 - mais de doze anos depois - e sancionado pelo presidente Fernando Henrique Cardoso  em 10 de julho daquele ano.

## Estrutura da lei
O Estatuto é dividido em cinco capítulos:
I - Diretrizes Gerais (artigos 1º a 3º);
II - Dos Instrumentos da Política Urbana (artigos 4º a 38);
III - Do Plano Diretor (artigos 39 a 42);
IV - Da Gestão Democrática da Cidade (artigos 43 a 45); e
V - Disposições Gerais (artigos 46 a 58).

## Instrumentos de desenvolvimento urbano
O Estatuto criou uma série de instrumentos para que a cidade pudesse buscar seu desenvolvimento urbano, sendo o principal o plano diretor, que deve articular a implementação de planos diretores participativos, definindo uma série de instrumentos urbanísticos que têm no combate à especulação imobiliária e na regularização fundiária dos imóveis urbanos seus principais objetivos.
Além de definir uma nova regulamentação para o uso do solo urbano, o Estatuto prevê a cobrança de IPTU progressivo de até 15% para terrenos ociosos, a simplificação da legislação de parcelamento, uso e ocupação do solo, de modo a aumentar a oferta de lotes, e a proteção e a recuperação do meio ambiente urbano.
Para Raquel Rolnik, urbanista ligada ao Instituto Pólis, o Estatuto da Cidade poderá trazer benefícios ambientais aos grandes centros urbanos ao estimular a instalação da população de baixa renda em áreas dotadas de infraestrutura e evitar a ocupação de áreas frágeis ambientalmente, como mangues, encostas de morros e zonas inundáveis. A nova lei estimula as prefeituras a adotar a sustentabilidade ambiental como diretriz para o planejamento urbano e, ainda, prevê normas como a obrigatoriedade de estudos de impacto urbanístico para grandes obras, como a construção de shopping centers. Também lista, entre os instrumentos do planejamento municipal, a gestão orçamentária participativa.

### Plano Diretor
De acordo com a própria lei, é "o instrumento básico da política de desenvolvimento e expansão urbana", obrigatório para municípios:
- Com mais de vinte mil habitantes[13] ou conurbados;[14]
- Integrantes de "área de especial interesse turístico"[15] ou área em que haja atividades com significativo impacto ambiental;[16]
- Que queiram utilizar de parcelamento, edificação ou utilização compulsórios de imóvel.[17]

Em virtude da complexidade da tarefa, dentre outros motivos, muitos municípios deixaram de cumprir o prazo original de cinco anos dado pelo Estatuto para criarem seus planos diretores. Diante dessa situação, foi promulgada a lei 11.673 em 2008, adiando o fim do prazo para 30 de junho de 2008.
O Estatuto exige que o plano diretor ao menos delimite as áreas em que se poderão aplicar:
- O parcelamento, edificação e utilização compulsórios de imóvel;[20]
- O direito de preempção;[21]
- O direito de outorga onerosa do direito de construir;[22]
- O direito de alterar onerosamente o uso do solo;[23]
- Operações urbanas consorciadas;[24]
- O direito de transferir o direito de construir.[25]

### Parcelamento, edificação e utilização compulsórios
O plano diretor de um município pode estabelecer coeficientes de aproveitamento para certas áreas da cidade. O administrador público pode exigir, por meio de lei específica, que o proprietário que tenha imóvel subutilizado, ou seja, com ocupação inferior ao coeficiente, realize o parcelamento, edificação ou a utilização desse imóvel.
O proprietário deverá ser notificado da subutilização pela prefeitura e, no prazo máximo de um ano, apresentar projeto de utilização de forma a enquadrar-se no plano diretor. Esse projeto deverá ser iniciado em até dois anos após sua apresentação, podendo ser excepcionalmente realizado em etapas.
Caso o titular não adequar sua propriedade, o município poderá aumentar progressivamente a alíquota do IPTU sobre o imóvel nos próximos cinco anos, não podendo cobrar mais do que o dobro exigido no ano anterior, até o teto de 15%.
Se o proprietário do imóvel subutilizado não cumprir com as determinações da prefeitura após cinco anos, poderá tê-lo desapropriado, sendo indenizado com títulos da dívida pública, no regime de precatórios.

### Preempção
Se o município tiver especial interesse em adquirir imóveis em determinada região, poderá delimitá-la em lei específica e, nos cinco anos seguintes, terá direito de preempção, ou seja, preferência na compra de qualquer imóvel que venha a ser vendido naquela área. A lei poderá ser reeditada após um ano do esgotamento da vigência da anterior.

### Usucapião especial de imóvel urbano
Atendendo à função social da propriedade, o legislador criou uma espécie nova de usucapião, exigindo menor prazo prescricional do que a usucapião comum, regida pelo código civil: cinco anos em vez de quinze.
A fim de dar maior segurança aos moradores de favela, criou-se a usucapião especial coletiva, por meio da qual uma coletividade adquire a titularidade de uma área, cabendo a cada indivíduo uma fração ideal, a exemplo do que acontece com o condomínio.